# (7072) Beijingdaxue
(7072) Beijingdaxue (1996 CB8) – planetoida z grupy pasa głównego asteroid okrążająca Słońce w ciągu 3,76 lat w średniej odległości 2,42 j.a. Odkryta 3 lutego 1996 roku.